# Branca de Lencastre
Branca de Lencastre (25 de março de 1342 — 12 de setembro de 1368) foi uma nobre inglesa, filha de Henrique, 1.º duque de Lancaster e Isabel de Beaumont. 

## Primeiros anos
Branca de Lencastre nasceu por volta de 25 de março de 1345, no Castelo de Bolingbroke, em Lincolnshire. Ela era a segunda e mais nova filha de seus pais: Henrique de Grosmont, Duque de Lancaster e Isabel de Beaumont. Seu pai era neto de Edmundo Crouchback e bisneto de Henrique III. Sua mãe era filha de Henrique, 1.º Barão de Beaumont e Conde de Buchan por direito de sua esposa, Alice Comyn. Branca tinha apenas uma irmã, sua irmã mais velha, Matilde, que foi casada com Raul de Stafford e depois com Guilherme V, Duque da Baviera, Conde da Holanda, Hainault e Zelândia.

### Planos matrimoniais
Branca foi prometida a João de Segrave quando criança, mas isso parece ter sido posto de lado logo depois. No final da década de 1350, Branca fazia parte dos planos do rei Eduardo III de prover seu número crescente de filhos. Como uma das herdeiras mais ricas do país, Branca foi escolhida como noiva para o terceiro filho sobrevivente de Eduardo, João de Gante. Branca e João eram primos em terceiro grau, sendo bisnetos de Henrique III.

## Casamento e filhos

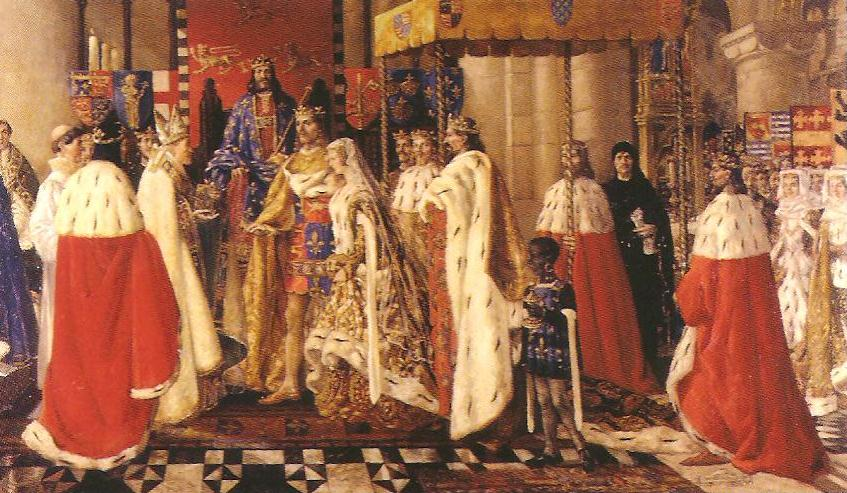
O casamento de Branca de Lancastre e João de Gante, pintado por Horace Wright, 1914

O casal se casou em 19 de maio de 1359 na Abadia de Reading, em Berkshire. Branca tinha acabado de completar 14 anos e João de Gante, Conde de Richmond tinha 19 anos. O casamento foi mutuamente benéfico, conquistando fortes conexões reais e dando a João a fortuna que ele precisava para construir uma carreira. Branca esteve grávida durante a maior parte de sua vida de casada, dando à luz sete filhos entre 1360 e 1368. 3 filhos, João, Eduardo e um segundo João, e uma filha, Isabel, morreu jovem. Duas filhas e um filho, no entanto, não sobreviveram até a idade adulta. Sua filha mais velha, Filipa, nasceu em 31 de março de 1360 e se casaria com o rei João I de Portugal. Filipa foi a mãe de oito filhos, conhecidos como a Ínclita Geração em Portugal, incluindo Duarte, Rei de Portugal, o Príncipe Henrique, o Navegador e Fernando, o Santo Príncipe. Filipa morreria de peste em 1415.

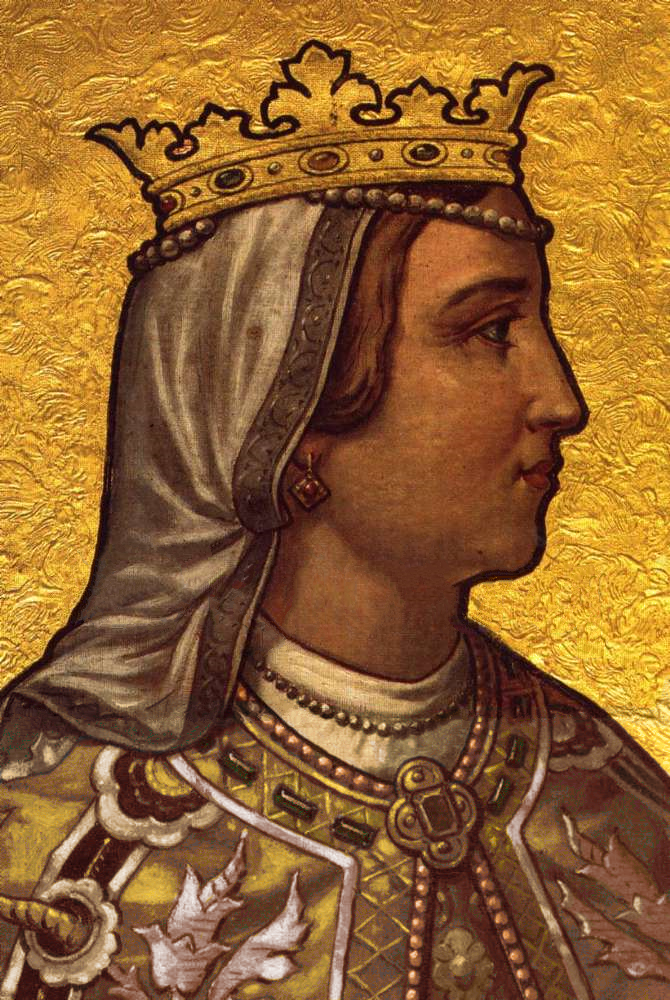
A filha de Branca: Filipa Rainha de Portugal representação do século XIX.

Uma segunda filha, Isabel, nasceu por volta de 1363 em Burford, Shropshire. Embora seu primeiro casamento com João Hastings, 3.º Conde de Pembroke, tenha sido anulado, seu segundo casamento, com João Holland, 1.º Duque de Exeter, terminaria com sua execução por traição em 1400; eles tiveram 5 filhos. Isabel casou-se pela terceira vez com João Cornualha, 1.º Barão Fanhope, com quem teve uma filha antes de morrer em 1426. 

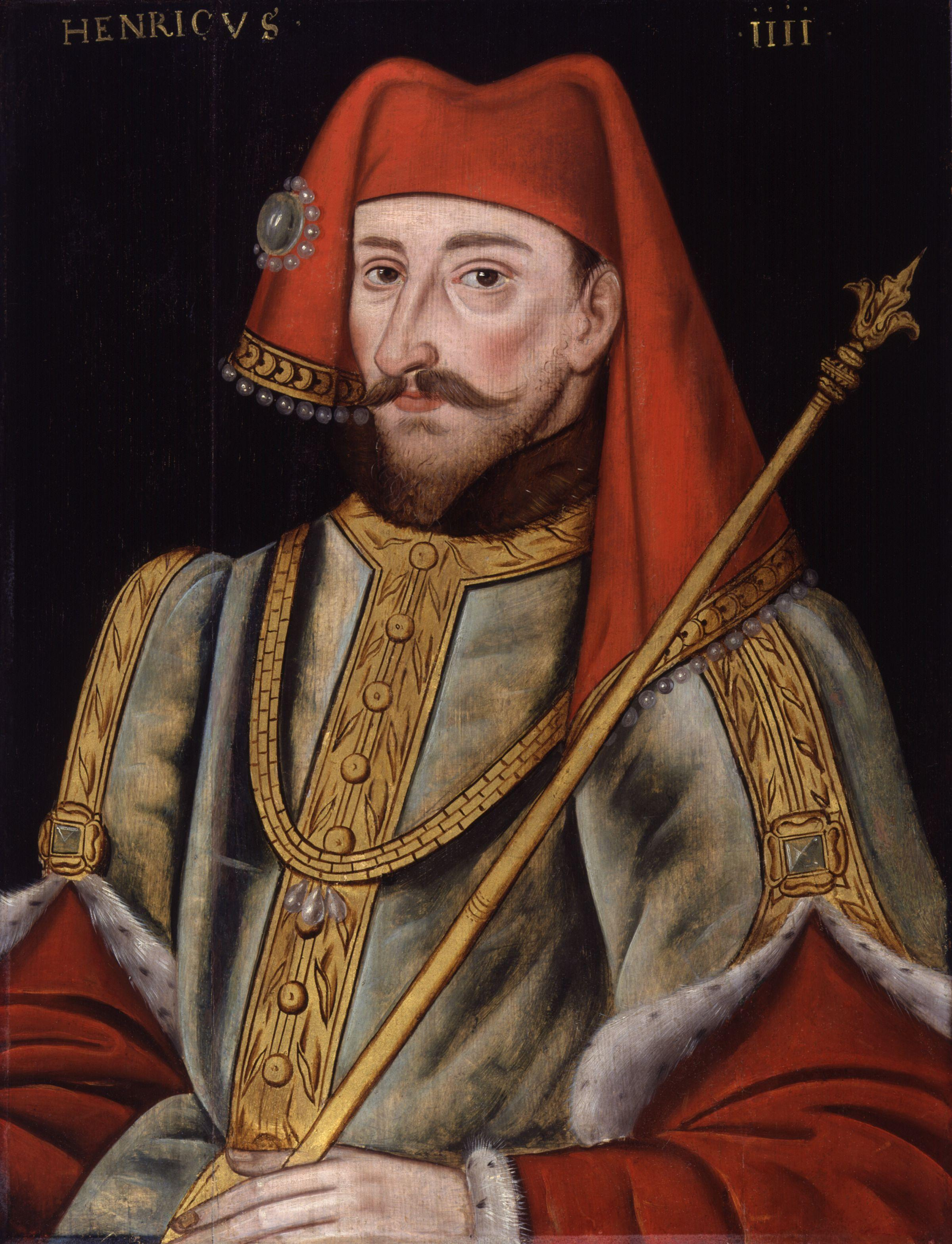
O filho de Branca: Henrique de Bolingbroke, futuro Rei Henrique IV da Inglaterra.

O último filho sobrevivente de Branca e João, Henrique de Bolingbroke, nasceu no Castelo de Bolingbroke em 1367, provavelmente em 15 de abril. Tendo sido exilado nos últimos anos do reinado de seu primo, Ricardo II, Henrique retornaria à Inglaterra após a morte de seu pai e o confisco de sua herança pelo rei. Ricardo foi forçado a abdicar e Henrique sucedeu ao trono como rei Henrique IV. O primeiro casamento de Henrique, com Maria de Bohun, teve sete filhos, incluindo o futuro rei Henrique V. Seu segundo casamento foi com Joana de Navarra, Duquesa da Bretanha. Henrique IV morreu em 20 de março de 1413 e foi enterrado na Catedral da Cantuária Joana seria enterrada ao lado dele após sua própria morte em 1437. 
Em 1365 Branca havia levado Catarina Swynford para sua casa. Catarina era a esposa de um dos cavaleiros de João de Gante, Lincolnshire. Além disso, João foi padrinho de sua filha, Blanche, que recebeu o nome da duquesa. A jovem Branca Swynford estava alojada nas mesmas câmaras que as filhas da Duquesa, Filipa e Isabel, e recebia os mesmos luxos que as princesas. 

## Herança
O pai de Branca, Henrique, participou de uma das grandes investidas inglesas da Guerra dos Cem Anos, a campanha de Reims em 1359-1360. Em 1361, Branca sofreu uma dupla tragédia; seu pai morreu de peste bubônica em Leicester em março e sua mãe sucumbiu à mesma doença antes do final do ano. Enquanto sua irmã herdou os condados de Leicester e Lincoln, João de Gante herdou os de Derby e Lancaster por direito de sua esposa, no entanto, o título de Duque de Lancaster foi extinto com a morte de Henrique de Grosmont. 
Em abril de 1362, a irmã de Branca também sucumbiu à Peste Negra, havia alguns rumores de veneno, mas isso parece improvável. Matilde morreu sem filhos e Branca herdou o resto das propriedades de seu pai. Ela  e por extensão João de Gante. Agora acrescentou os condados de Leicester e Lincoln às suas vastas propriedades. João foi investido com o título de Duque de Lencastre e era agora o mais poderoso magnata da Inglaterra herdando mais de 30 castelos, suas terras e posses eram apenas menos que as do rei. 

## Últimos anos

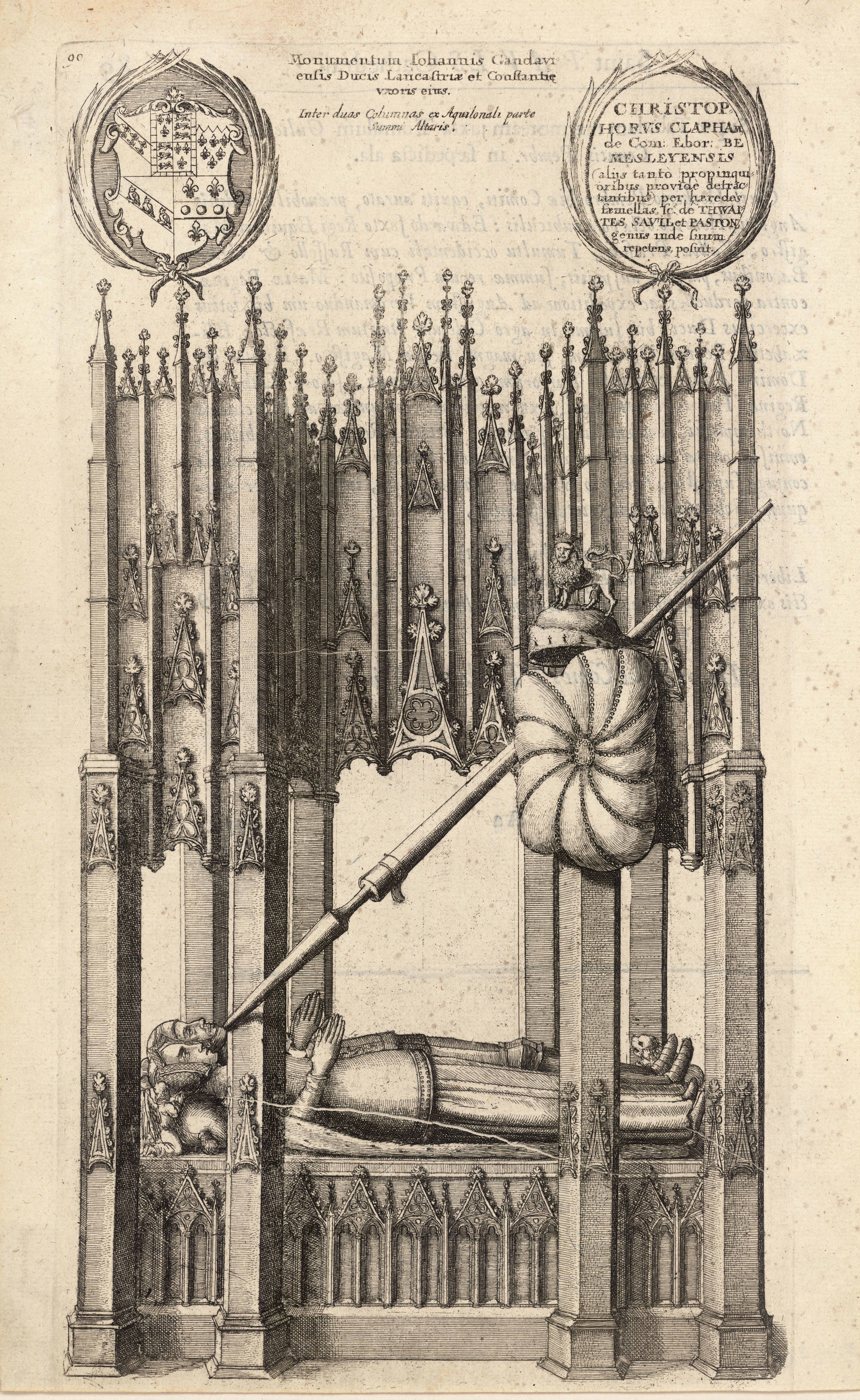
Gravura de Wenceslas Hollar, do túmulo de João de Gante e Branca de Lencastre.

Tendo perdido seus pais e irmã para a Peste Negra, não é de estranhar que Branca estava com medo da doença. No verão de 1368, diz-se que ela mudou sua família para longe da cidade, para o Castelo de Bolingbroke para escapar da peste. Parece haver alguma dúvida sobre o ano de sua morte, algumas fontes dizem 1368, algumas 1369 e até mesmo sobre a natureza da mesma. Uma teoria é que Blanca sucumbiu à peste bubônica, a doença que ela mais temia, em 1369. Como uma filha, Isabel, que morreu jovem, nasceu em 1368, alguns sugeriram que Branca morreu no parto. Pesquisa recente da Amy Licence descobriu que Branca morreu em Tutbury em 12 de setembro de 1368, mais provavelmente devido às complicações do parto do que devido à peste. Seu marido estava ao seu lado quando ela morreu e uma carta veio à luz, na qual João providenciou que orações fossem feitas pela alma da Duquesa.
Branca foi enterrada na Velha Catedral de São Paulo, em Londres; onde João de Gante arranjou um esplêndido túmulo de alabastro e comemorações anuais para o resto de sua vida. E apesar de dois casamentos subsequentes, João de Gante seria enterrado ao lado de Branca após sua própria morte em 1399. O túmulo foi perdido quando a catedral foi destruída durante o Grande Incêndio de Londres em 1666.   
Apesar de João de Gante se casar com Constança de Castela apenas dois anos depois, e seu eventual casamento com sua amante, Catarina Swynford, sendo apontado como um dos grandes casos de amor da época, foi dito que Branca era o amor de sua vida.   

## Descendência
- Filipa (1360-1415), casou com o rei João I de Portugal
- João (1362-1365)
- Isabel (1364-1426), casou com: 1) João Hastings, Conde de Pembroke; 2) João Holland, Duque de Exeter; 3) João Cornwall, Lord Milbrook
- Eduardo (1365-1368)
- João (n. 1366)
- Henrique IV, rei de Inglaterra (1367-1413)
- Isabel (n. 1368)